# Kohe Šachaur
Kohe Šachaur (také Kohe Shakhawr, Kohe Shakawr, Shakawr nebo Shakhaur) je hora vysoká 7 084 m n. m. nacházející se v pohoří Hindúkuš na hranici mezi pákistánskou provincií Chajbar Paštúnchwá a afghánskou provincií Badachšán. Kohe Šachaur je napojen sedlem o výšce 6 360 m n. m. na vrchol Udren Zom, který leží 2 km dále na jih.

## Prvovýstup
Prvovýstup provedli dne 17. srpna 1964 dva rakouští horolezci Rudolph Pischinger a Gerald Gruber.